# Horní Kruty
Horní Kruty is een Tsjechische gemeente in de regio Midden-Bohemen, en maakt deel uit van het district Kolín.
Horní Kruty telt 518 inwoners.